# 大倉眞一郎
大倉 眞一郎（おおくら しんいちろう、1957年 - ）は、元広告会社タイノス社長、ラジオ番組ナビゲーター、旅行家。熊本県生まれ。
1980年慶應義塾大学文学部東洋史学科卒業。大学ではインド哲学を学ぶ。同年、電通入社。1988年J-WAVE開局に参画。1990年から1997年までロンドン勤務。帰国と同時に同社を退社。同年10月からアジア放浪の旅へ。
1999年4月から2000年3月まで、J-WAVEのワイド番組『TOKIO TODAY』(月〜金午前6時 - 9時)のナビゲーターを務めた。その後、広告会社「タイノス」を設立。ユニクロの広告を手がける。2007年9月 同社を解散、再びアジアを漂泊。2008年3月頃帰国、同年4月よりJ‐WAVEの番組『BOOK BAR』のナビゲーターを務める。

## 著作
- 『漂漂(ふわふわ)』（木楽舎、2003年、ISBN 9784907818319）